# عصام ضاحی
عصام ضاحی (انگلیسی: Essam Dhahi؛ زادهٔ ۳ اکتبر ۱۹۸۳) بازیکن فوتبال اهل امارات متحده عربی است.